# 안문태
안문태(安文泰, 1941년 ~)는 대한민국의 제9대 부산고등법원장 등을 역임한 법조인이다.

## 생애
일제강점기인 1941년 서울특별시에서 태어나 경기고등학교와 1964년 서울대학교 법학과를 졸업하고 제2회 사법시험에 합격하였다.
대구지방법원 판사로 법관 생활을 시작하여 1988년에 서울고등법원 부장판사를 지내다가 1994년 2월 3일 광주지방법원, 수원지방법원, 1995년 2월 서울가정법원, 1998년 2월 23일 부산고등법원. 1999년 10월 특허법원에서 법원장을 역임했다. 광주지방법원장에 재직할 때는 방송위원회 위원을 겸직하여 1994년 4월 9일 사임했다.
법원장으로 재직할 때, 주심 조정위원제를 최초로 도입하여 조정제도 활성화에 기여하였으며 서울가정법원에서 법원장을 할 때는 동성동본 금혼법에 대하여 "조선시대에 중국에서 유래된 제도로서 전래국인 중국마저 현대사회에 맞지 않는다는 이유로 오래 전에 폐지했으며 옛날 같이 종중의 구분이 확실하지 않은 현대사회에서 동성동본이라는 이유로 제한하는 것은 명백히 권리르 침해한 것:이라며 헌법재판소에 위헌법률심판을 제청했다.
직장동료나 선후배가 어려울 때 적극적으로 나서 도와줘서 법조계에서 의리파로 불리면서 법원 직원들에게는 '온정의 법원장'으로 불릴 정도로 대인관계가 넓은 안문태는 테니스 등 스포츠 활동을 즐겨하며 클래식 앨범을 다수 소장하였다.

## 주요 판결
- 부산지방법원 형사4부 재판장으로 재직하던 1982년 8월 10일에 부산 미국문화원 방화 사건의 피고인에 대해 전원 유죄를 인정하면서 "의식화 학습을 통해 북을 이롭게 하는 것은 차치 하더라도 사람이 들어있는 건물에 불을 지른 것은 절대 용납할 수 없다"고 했다.[6]
- 서울지방법원 남부지원 형사합의부 재판장으로 재직하던 1983년 6월 24일에 사진작가 죽음 연출 사건의 피고인 이동식에게 살인, 사체 유기 등으로 사형을 선고했다.[7]
- 서울형사지방법원 합의14부 재판장으로 재직하던 1985년 4월 16일에 전 연세대 학생회장인 송영길에게 집시법위반 등으로 징역1년 집행유예3년을 선고했다.[8] 4월 24일에 운전석과 뒷 좌석에 각각 나눠 탄 채 여자 승객만을 골라 합승하여 강도와 폭행을 했던 피고인에게 각각 무기징역과 징역15년을 선고했다.[9] 4월 30일에 대한민국 제12대 국회의원 선거에서 이중투표를 했던 피고인에게 징역8월을 선고했다.[10] 10월 24일에 대한항공 국내선을 타고 가다 "기내에 폭발물이 장치돼 있다 북으로 가자"며 납북을 기도하다 격투 끝에 붙잡힌 정종철에게 국가보안법위반죄를 적용해 구형대로 징역7년과 치료감호를 선고했다.[11] 1986년 1월 16일에 대학가 유인물인 '깃발'을 배포하고 민족민주혁명이념을 내세워 민주화추진위원회를 결성한 것에 대해 "민족민주혁명이념이 북의 혁명 적화 이론에 동조하는지, 민추위와 노동자문제 투쟁위원회라는 단체가 실제 존재하는지, 이적단체인지 여부에 대해 모두 인정할 수 있다"며 문용식 등 피고인 13명 중에서 11명에게 징역7년 자격정지7년에서 징역2년까지의 실형을 선고하고 2명에게 징역2년 자격정지2년 집행유예3년을 선고했다.[12] 3월 17일에 서울대 민추위 사건 배후조종과 관련해 구속된 박문식에게 이적동조죄 등을 적용해 징역5년 자격정지4년을 선고했다.[13] 3월 25일에 성균관대 삼민투 사건 피고인 5명에게 징역5년 자격정지5년에서 징역1년6월 자격정지1년을 각각 선고했다.[14] 3월 31일에 민정당 연수원 점거 농성 사건으로 구속돈 피고인 9명에게 최고 징역4년에서 징역2년 집행유예3년을 각각 선고했다.[15] 4월 12일에 수출품 통관과 관련해 뇌물을 받은 서울세관 세무국장 권영한, 수출계장 윤재호에게 특가법 뇌물수수로 징역3년씩을 선고했다.[16]

- 서울형사지방법원 항소3부 재판장으로 재직하던 1986년 8월 28일에 1985년 11월 서울대에서 있었던 국민 대토론회에 참석해 집시법위반으로 구속된 민추협 부간사장 김병오에게 징역1년을 선고한 원심을 깨고 징역10월을 선고하면서 그외 신민당 인권국장 한영애 등 5명에게 원심대로 징역6월 집행유예1년부터 징역10월 집행유예2년을 선고했다.[17] 1987년 3월 28일에 강변도로에서 무단횡단하던 노인을 사망하게 했더 구속된 피고인에 대해 "사고 지점이 자동차 전용도로이고 길 옆에 아파트가 있어 사람의 출입을 막기 위해 철망이 있으며 사고지점으로부터 150미터 지점에 지하도가 있는 점으로 미루어 도로 위를 사람이 건너리라고 예상하지 못했다"며 벌금 70만원을 선고했던 원심을 깨고 무죄를 선고했다.[18]

- 서울고등법원 형사5부 재판장을 하던 1989년 1월 23일에 횡령, 탈세, 알선수재로 기소되어 1심에서 징역7년 벌금 32억원 추징금 9억8천여만원이 선고된  새마을운동 중앙본부 회장 전경환에게 징역7년 벌금22억원 추징금 9억8천여만원을 선고했다.[19] 5월 4일에 골프장 허가를 둘러싼 뇌물수수 사건과 관련해 변호사법 위반으로 구속된 전두환 사촌동생 전순환에 대해 징역1년6월 집행유예3년 추징금1천만원, 삼덕건설 대표에게 징역2년 집행유예3년 추징금 2700만원을 선고했고, 경우회 골프장 부지 매입사거으로 특가법 조세포탈 등으로 구속된 전 경우회 사업국장과 축산업자에 대해 실형을 선고한 원심을 깨고 징역2년 집행유예3년 벌금 8천만원 추징금 1억원과 징역2년6월 집행유예3년 벌금 1억2천만원을 각각 선고했다.[20] 11월 23일에 인천 부천지역 민주노동자회 결성하여 이적단체 구성으로 구속되어 1심에서 징역1년6월 자격정지2년이 선고된 피고인 2명에 대해 "활동내용에 특이점이 없고 초범이다"는 이유로 징역1년 자격정지1년 집행유예2년을 선고했다.[21] 12월 5일에 동거하는 여자를 살해하여 구속되었으나 1심에서 무죄를 선고받은 피고인에게 폭행치사, 상해를 적용해 원심을 깨고 징역7년을 선고했다.[22] 1990년 2월 1일에 미국 공군 사격에 의한 소음이 밤낮으로 계속되어 항의시위를 한 것에 대해 미군이 농민의 경작지에 돌과 흙을 쏟아붓고 항의하는 주민을 구타하자 부대 안에 들어가 항의했다는 이유로 군사시설보호법 위반 등으로 구속되어 1심에서 징역1년6월을 선고받은 피고인 2명에 대해 징역1년6월 집행유예3년을 선고했다.[23] 2월 10일에 국가보안법위반 혐의로 구속돼 1심에서 징역10년 자격정지10년이 선고된 문익환 유원호에 대해 "국선변호인 없이 재판을 진행한 것은 잘못"이라고 하면서 "문익환이 만수대 의사당에서 가진 1차회담에서 북한에 동조하는 발언을 했다는 부분과 유원호가 지령수수, 탈출죄에 대해 이를 인정할 증거가 없다"는 이유로 무죄라고 판단하면서 각각 징역7년과 자격정지7년을 선고했다.[24][25]
- 서울고등법원 특별8부 재판장으로 재직하던 1992년 11월 6일에 법인세법 시행규칙에 임대에 쓰이고 있는 건축물이 없는 토지는 비업무용 토지에 해당하나 그 건축물은 반드시 토지를 소유하고 있는 당해 법인의 소유 건축물에 한정된다고 해석되지 않는다"며 "계열사에 보유 토지를 임대해 계열사가 그 지상에 12층 건물을 세운 것은 이 회사 법인세 계산할 때 차입금 등을 손금으로 처리해야 한다"는 이유로 "법인세 1억4천여만원을 취소하라"고 했다.[26]